# PKP EN 76
De PKP EN 76 is een vierdelig elektrisch treinstel met lagevloerdeel voor het regionaal personenvervoer van de Polskie Koleje Państwowe (PKP).

## Geschiedenis
In 2009 kreeg PESA de opdracht voor de bouw van twintig treinen van het type 22WE, een doorontwikkeling op het prototype ED 59 van het type 16WE.

## Constructie en techniek
Het treinstel is opgebouwd uit een aluminium frame. Het treinstel is uitgerust met luchtvering. De uiteinden van de rijtuigen rusten op Jacobsdraaistellen. Er kunnen tot vier eenheden gekoppeld worden.